# توگاشی ماساچیکا
توگاشی ماساچیکا (به ژاپنی: 富樫政親 Togashi Masachika); ۱ ژانویهٔ ۱۴۵۵ – 1488) دایمیو در طی دوره موروماچی از اهالی ولایت کاگا در ژاپن بود.